# Komorów (Pruszków)
Pour les articles homonymes, voir Komorów.
Komorów (prononciation : [kɔˈmɔruf]) est un village polonais de la gmina de Michałowice dans le powiat de Pruszków de la voïvodie de Mazovie dans le centre-est de la Pologne.
Il se situe à environ 3 kilomètres au sud-est de Pruszków (siège du powiat) et à 15 kilomètres au sud-ouest de Varsovie (capitale de la Pologne).
Le village compte approximativement une population de 5136 habitants en 2004.

## Histoire
De 1975 à 1998, le village appartenait administrativement à la voïvodie de Varsovie.

## Personnalités
- Magda Gessler (1953-), restauratrice, peintre, chroniqueuse et personnalité de la télévision, née à Komorów.
- Krzysztof Kiersznowski (1950-2021), acteur polonais, inhumé au cimetière du village.